# غدي الرحباني
غدي الرحباني (1960 -) هو مؤلف موسيقي وشاعر وكاتب وملحن ومنتج وقائد أوركسترا لبناني. ينتمي لعائلة فنية وساهم في عدة مسرحيات غنائية مثل حكم الرعيان التي لحنها ووزعها موسيقيا ومسرحيتا «صيف 840» و«الوصية» اللتان وزعهما موسيقيا وقاد الاوركسترا الخاصة بهما و«الفارس» التي كتب قصتها والسيناريو الخاص بها وألفها موسيقيا. وكتب قصة وسيناريو وحوار فيلمي «سيلينا» و«شحن». وكتب عدة برامج تلفزيونية للأطفال ولحن أغانيها. وهو ابن منصور الرحباني وشقيق أسامة ومروان.

## النشأة والمسيرة
ولد غدي الرحباني في 1960 لعائلة فنية إذ والده منصور الرحباني وعمه عاصي وشقيقاه أسامة ومروان وابن عمه زياد وزوجة عمه فيروز. تعلم العلوم الموسيقية والعزف على البيانو على يد هاغوب أرسلانيان لمدة عشر سنوات. مثل في مسلسل «البؤساء» في 1974. ودخل في شراكة فنية مع شقيقه مروان. وكتب كلمات مسلسل «مدينة الأبواب» ولحنه وأعده. وكتب فيلم «آخر الصيف» وأخرجه في 1980 وكتب قصة وسيناريو حوار فيلم «سيلينا» في 2009 وكتب سيناريو وحوار فيلم «شحن» في 2017. وأشرف على استعراض «هالو بيروت» وعلى لوحات باليه عرضت في لندن. وساهم في المسرحية الغنائية «الانقلاب» في 1995 ولحّن أغاني مسرحية حكم الرعيان ووزعها موسيقيا في 2004 وكتب قصة وسيناريو مسرحية «الفارس» وألفها موسيقيا في 2016. وقام بالتوزيع الموسيقي وقيادة الأوركسترا في المسرحيتان الغنائيتان «صيف 840» في 1988 و«الوصية» في 1994. وكتب كلمات أغاني مسلسل «طريق» في 2018. وكتب برامج للأطفال ولحنها وأصدر أفلام وثائقية وأسطوانة مقطوعات كلاسيكية ورباعيات وترية.

## أعماله

### أفلام
- 1980: آخر الصيف (كتابة وإنتاج)
- 2009: سيلينا (قصة وسيناريو وحوار)
- 2017: شحن (سيناريو وحوار)

### مسرح غنائي
- 1988: صيف 840 (توزيع موسيقي وقيادة الأوركسترا)
- 1994: الوصية (توزيع موسيقي وقيادة الأوركسترا)
- 1995: الانقلاب
- 2004: حكم الرعيان (ألحان وتوزيع موسيقي)
- 2016: الفارس (قصة وسيناريو وتأليف موسيقي)

### أغاني
- 2018: طريق، هبة طوجي (كلمات)

### مسلسلات
- 1974: البؤساء (تمثيل)
- مدينة الأبواب (كلمات وألحان وإعداد)
- 2018: طريق (كلمات الأغاني)

## وصلات خارجية
- غدي الرحباني في قاعدة بيانات الأفلام العربية